# Communauté de communes du canton de Saint-Germain-du-Bois
La communauté de communes du canton de Saint-Germain-du-Bois est une ancienne communauté de communes française, située dans le département de Saône-et-Loire et la région Bourgogne. Elle a fusionné en 2014.

## Composition
Elle est composée des communes suivantes :
1. Bosjean
2. Bouhans
3. Devrouze
4. Diconne
5. Frangy-en-Bresse
6. Le Planois
7. Le Tartre
8. Mervans
9. Saint-Germain-du-Bois
10. Sens-sur-Seille
11. Serley
12. Serrigny-en-Bresse
13. Thurey

## Historique
Au 1er janvier 2014, la communauté de communes a fusionné avec une partie de la communauté de communes du canton de Beaurepaire-en-Bresse pour former la communauté de communes de Bresse Revermont 71.

## Sources
- Le SPLAF (Site sur la Population et les Limites Administratives de la France)
- La base ASPIC